# SK Český lev Plzeň
SK Český lev Plzeň je sportovním klubem s dlouhou historií. Fotbalový klub měl své hřiště v Máchově ulici na Borech do doby, než město potřebovalo (60. léta 20. století) na jeho místě vystavět vysokoškolské koleje. Mezi soupeře SK Český lev Plzeň patřily týmy jako AFK Union Žižkov (29. dubna 1917, výhra Českého lva 4:1), nebo Sparta Zbůch.
Hokejové mužstvo hrálo nejdříve s míčkem na ledu, ale bylo to právě mužstvo Českého lva Plzeň, které v Plzni propagovalo (druhá pol. 20. let 20. století) tzv. kanadský styl, hraný s pukem. 13. ledna 1929 se na kluzišti Dělnické tělovýchovné jednoty na Petrohradě utkalo mužstvo Českého lva Plzeň s pražskou Slávií ve slavném dvojzápase, který udělal pro propagaci kanadského stylu v Plzni velkou službu.
Dalšími sporty, ve kterých zanechal SK Český lev Plzeň v historii nezanedbatelnou stopu, jsou cyklistika (Josef Honzík – 1925 závod Praha-Karlovy Vary-Praha) nebo atletika (Jaroslav Procházka – běh na 800 m olympiáda v Antverpách r. 1920, Vojtěch Plzák – běh na 100 m tamtéž)